# Bathymophila micans
Bathymophila micans là một loài ốc biển, là động vật thân mềm chân bụng sống ở biển thuộc họ Solariellidae.

## Hình ảnh

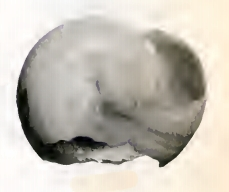